# Golden Glades, Florida
Golden Glades är en ort (CDP) i Miami-Dade County, i delstaten Florida, USA. Enligt United States Census Bureau har orten en folkmängd på 33 145 invånare (2010) och en landarea på 12,6 km².